# Destiny Slocum
Pour les articles homonymes, voir Slocum.
Destiny Slocum, née le 9 septembre 1997 à Boise, Idaho, est une joueuse de basket-ball américaine évoluant au poste de meneur.

## Biographie
En 2015, elle est membre de l'équipe américaine des moins de 19 ans qui remporte invaincue (7-0) le championnat du monde en Russie à Tchekhov avec 1,9 points en 13 minutes.
Sélectionnée au McDonald's High School All-American en 2016, elle est élue meilleure Freshman de l'année aux Terrapins du Maryland. Pourtant elle quitte le Maryland pour rejoindre Beavers d'Oregon State après une année redshirt. Après une saison 2018–2019 conclue par une mention honorable All-American par la WBCA et Associated Press, elle annonce un nouveau changement d'université en avril 2020 pour rejoindre les Razorbacks de l'Arkansas
Elle est choisie en 14e position de la draft WNBA 2021 par les Aces de Las Vegas, avec lesquels elle a un rôle modeste de 21 rencontres disputées pour 1,0 point de moyenne. En janvier 2022, après avoir démarré la saison en Turquie avec Kayseri Kaski (18,2 points à 41,5% de réussite aux tirs, 4,2 rebonds et 5,2 passes décisives en 37 minutes en Eurocoupe), elle rejoint l'équipe française de Landerneau Bretagne Basket.

## Clubs
- 2021- :  Aces de Las Vegas

- 2021-2022 :  Kayseri Basketbol
- 2021-2022 :  Landerneau BB
- 2022-2023 :  Toulouse MB
- 2023-2024 :  UNI Győr
- 2024- :  Basket Landes[6]

## Palmarès
- Médaille d'or au Championnat du monde féminin de basket-ball des moins de 19 ans 2015[2].

## Distinction personnelle
- Freshman de l'année de la Big Ten (2017)
- Deuxième meilleur cinq de la SEC (2021)